# Kicker (KDE)
Kicker è il pannello principale di KDE fino alla serie 3.5.
Può essere facilmente personalizzato dall'utente grazie all'uso delle Applet. Di default, integra il Menù K, il tasto di Accesso al Desktop, il tasto Home, il tasto Konqueror, il tasto Kontact, il tasto di Aiuto. Presenta anche il Gestore delle Anteprime dei Desktop & Pager, la barra delle applicazioni, la barra delle icone di sistema (System Tray) e l'orologio. Fa parte del core del desktop KDE, motivo per cui è pacchettizzato come parte del modulo kdebase.

## Applet
Kicker può integrare moltissime applet; le applet incluse in KDE 3.5 sono:
- Orologio binario
- Menù dei Segnalibri
- Selettore di Caratteri
- Orologio
- Selettore di colori
- Occhi
- Quindici pezzi
- Cerca
- Menù-K
- Applet di Stato della Tastiera (Keyboard Status)
- Klipper
- profili Konqueror
- Bottoni Chiudi Sessione, Esci Sessione
- Valutatore di Espressioni Matematiche
- Media Control
- Fasi lunari
- Cartelle di rete
- Aggregatore di notizie
- Launcher di Applicazioni NON-KDE
- Stampanti di Sistema
- Server Pubblico di File
- Browser Veloce di File
- Quick Launcher
- Documenti recenti
- Esegui comando
- Gestore dei Processi Impazziti
- Impostazioni
- Mostra Desktop
- Mixer Audio
- Dispositivi di Archiviazione
- System Guard
- Monitor di Sistema
- Barra delle applicazioni
- Terminale
- Sessioni del Terminale
- Cestino
- Previsioni del tempo
- Menù delle Liste delle Finestre
- Informazioni sulla Rete Wireless
- World Wide Watch
- Controllo aRts